# Ateneu Santfeliuenc
L'Ateneu Santfeliuenc, fundat el 1881 a Sant Feliu de Llobregat com l'Ateneo Libre del Llobregat, és una entitat cultural que forma part de la Federació d'Ateneus de Catalunya. Creat en un context de republicanisme i moviment obrer, l'Ateneu va establir una escola nocturna el 1883 i una diürna el 1893 per formar les classes treballadores, amb el mestre Esteve Guarro Elies com a figura clau.
El 1917 va adoptar el nom actual i va adquirir la finca La Quintana, on es va construir un nou edifici inaugurat el curs 1924-1925. Durant la Segona República, l'Ateneu va ampliar els seus serveis socials. Tanmateix, després de la Guerra Civil, va ser clausurat i espoliat pel règim franquista i només va reobrir el 1950 gràcies als esforços del president Antoni Albertí.
Amb l'arribada de la democràcia, l'Ateneu va participar en la fundació de la Federació d'Ateneus de Catalunya, i, des del 1996, sota la presidència de Magí Boronat, va iniciar una renovació profunda. A partir del 2000, es va llançar el projecte Ateneu, espai de cultura i participació (AECIP) i el cicle de jazz ContraBaix.
L'any 2011, Sussagna Artigas va ser escollida presidenta de l'entitat, la qual va continuar sent un referent cultural i social a Sant Feliu de Llobregat. L'any 2021, es van celebrar els 140 anys de l'Ateneu.